# 보물섬

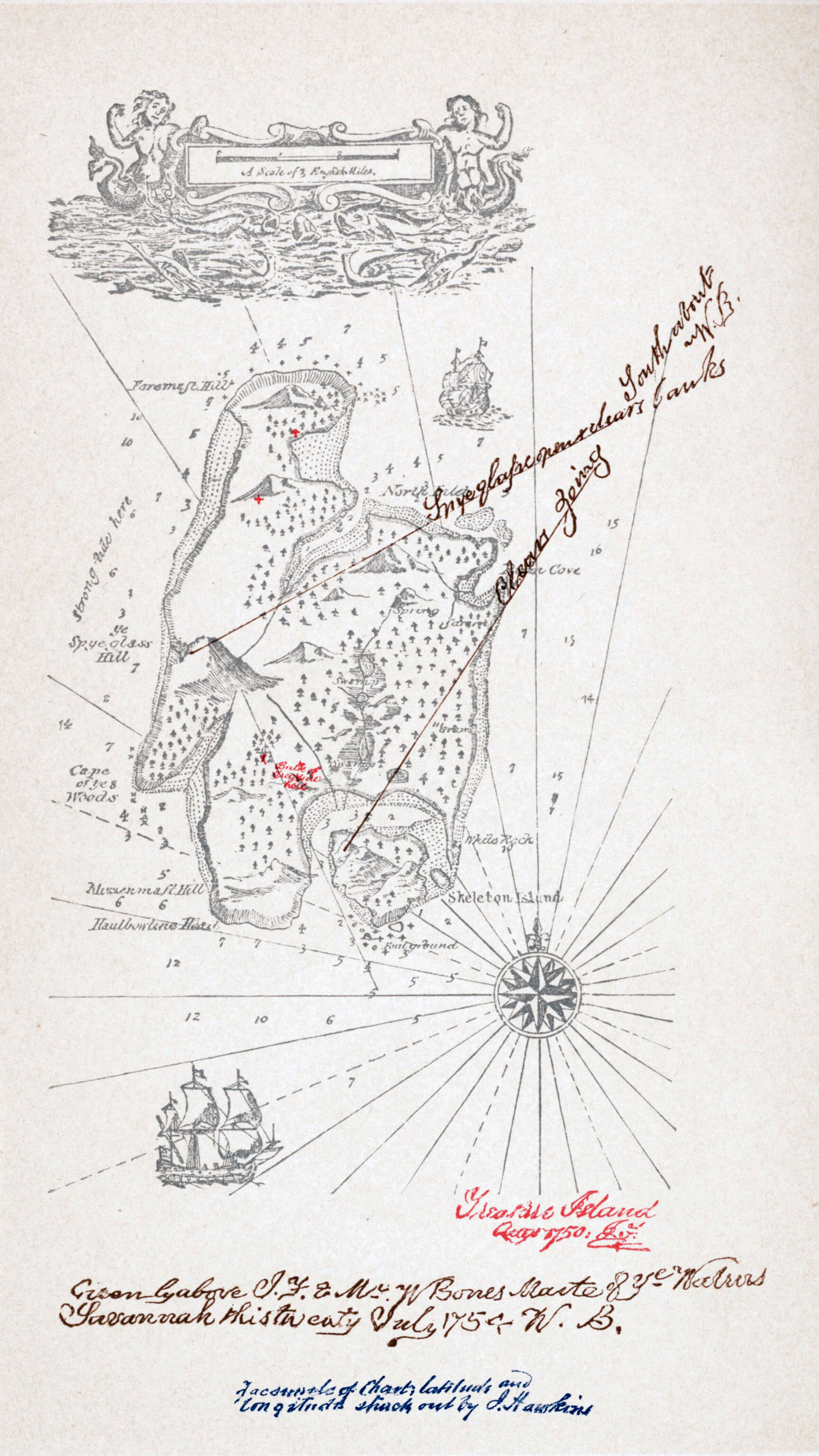
로버트 루이스 스티븐슨이 만든 지도

《보물섬》(영어: Treasure Island)은 로버트 루이스 스티븐슨의 소설이다. 아들에게 모험 이야기를 들려주기 위해서 지었다고 한다. 1883년에 책으로 처음 출판한 보물섬은 원래 1881년부터 1882년까지 어린이 잡지 《영 포크스》(Young Folks)에 〈보물섬 또는 히스파니올라호(號)의 반란〉(Treasure Island, or the mutiny of the Hispaniola)이라는 제목으로 연재했다. 당대에 베스트셀러가 되면서 해적활동을 낭만적인 소설의 주제로 끌어올렸으며 대중문화의 영역으로 가져왔다는 평가가 있다. 《보물섬》은 훗날 여러차례 영화로 제작되기도 했다.

## 줄거리
한 해변의 허름한 여관에 얼굴에 칼 자국이 남아 있는 수수께끼의 인물인 빌리 본스(Billy Bones)가 큰 상자를 들고 나오면서 이야기가 시작된다. 여관 주인의 아들인 짐 호킨스(Jim Hawkins)라는 소년이 이 이야기의 주인공이다. 빌리 본스는 자신이 "외다리 남자"에 몹시 놀랐다고 하면서 호킨스에게 "외다리 남자를 조심하라. 외다리 남자가 나타나면 은화를 주겠다고 약속했으니 곧 나에게 알려야 한다."고 말했다.
이윽고 빌리 본스의 주변에 자신을 추적하려는 이상한 인물들이 등장하게 된다. 어느날 밤 술에 취한 본스는 충격을 받아 죽게 된다. 호킨스는 대지주인 트렐로니(Trelawney), 심리학자인 리브시 의사(Dr. Livesey)와 함께 본스의 상자를 조사했는데 상자에서 나온 장부에서는 빌리 본스가 플린트 선장(Captain Flint)이 이끄는 해적선의 일당이었고 플린트가 속했던 해적단이 보물들을 대서양에 위치한 섬에 숨겼다는 기록이 남아 있었다. 또한 상자에서는 해적단이 보물들을 숨겼던 섬의 위치를 표시한 지도가 나왔다.
트렐로니와 리브시 의사는 브리스틀에서 선박을 만들고 보물 찾기에 나선다. 항해에서는 초보였던 트렐로니는 부두에서 술집을 열고 있던 존 실버(John Silver)라는 외다리 남자의 도움을 받으면서 승무원을 모으게 된다. 존 실버와 호킨스 소년도 선박에 탑승했다. 호킨스 소년을 비롯한 일행이 탄 선박은 브리스틀을 출발하게 된다.
호킨스 일행은 긴 항해 끝에 보물섬에 도착했지만 존 실버는 사실 과거 플린트 해적단의 일당이었던 몇몇 해적들과 함께 보물섬에서 반란을 일으키려는 계획을 세우고 있었다. 다행히 호킨스가 사전에 존 실버의 반란 계획을 입수하고 스몰렛 선장(Captain Smollett)에게 알리면서 트렐로니와 리브시 의사는 간신히 탈출했고 보물섬에서는 해적단과의 싸움이 시작되기에 이른다. 해적들 사이에서도 집안 싸움이 벌어지면서 호킨스 일행은 옛날에 보물섬을 내버려 두고 가버린 전직 해적인 벤 건(Ben Gunn)의 도움을 받게 된다. 호킨스 일행은 해적들을 물리치고 보물을 손에 넣게 된다.
해적단과의 싸움에서 살아남은 존 실버는 항복했고 호킨스 일행들과 함께 보물섬을 떠나게 된다. 그렇지만 존 실버는 영국에서 처벌받을 것을 두려워했기 때문에 돌아오는 길에 카리브 해의 섬에서 은화 몇 자루를 빼내어 탈주하고 모습을 지우게 된다. 영국으로 귀환한 호킨스 일행은 보물을 분배하고 각자의 길을 걷게 된다.